# Lochbach (Lech)
Der Lochbach, früher auch Brunnenlech genannt, ist ein 14,5 km langer linker Kanal des Lechs vor und in Augsburg. Er ist ein Teil von Augsburgs historischer Wasserwirtschaft.
Die Bezeichnung Brunnenlech geht wohl darauf zurück, dass die Wasserkraft des Kanals im Wasserwerk am Roten Tor zur Versorgung der Brunnen von Augsburg diente. Deren Trinkwasser wurde dort jedoch nicht aus dem Lochbach, sondern aus dem Brunnenbach geschöpft.

## Verlauf

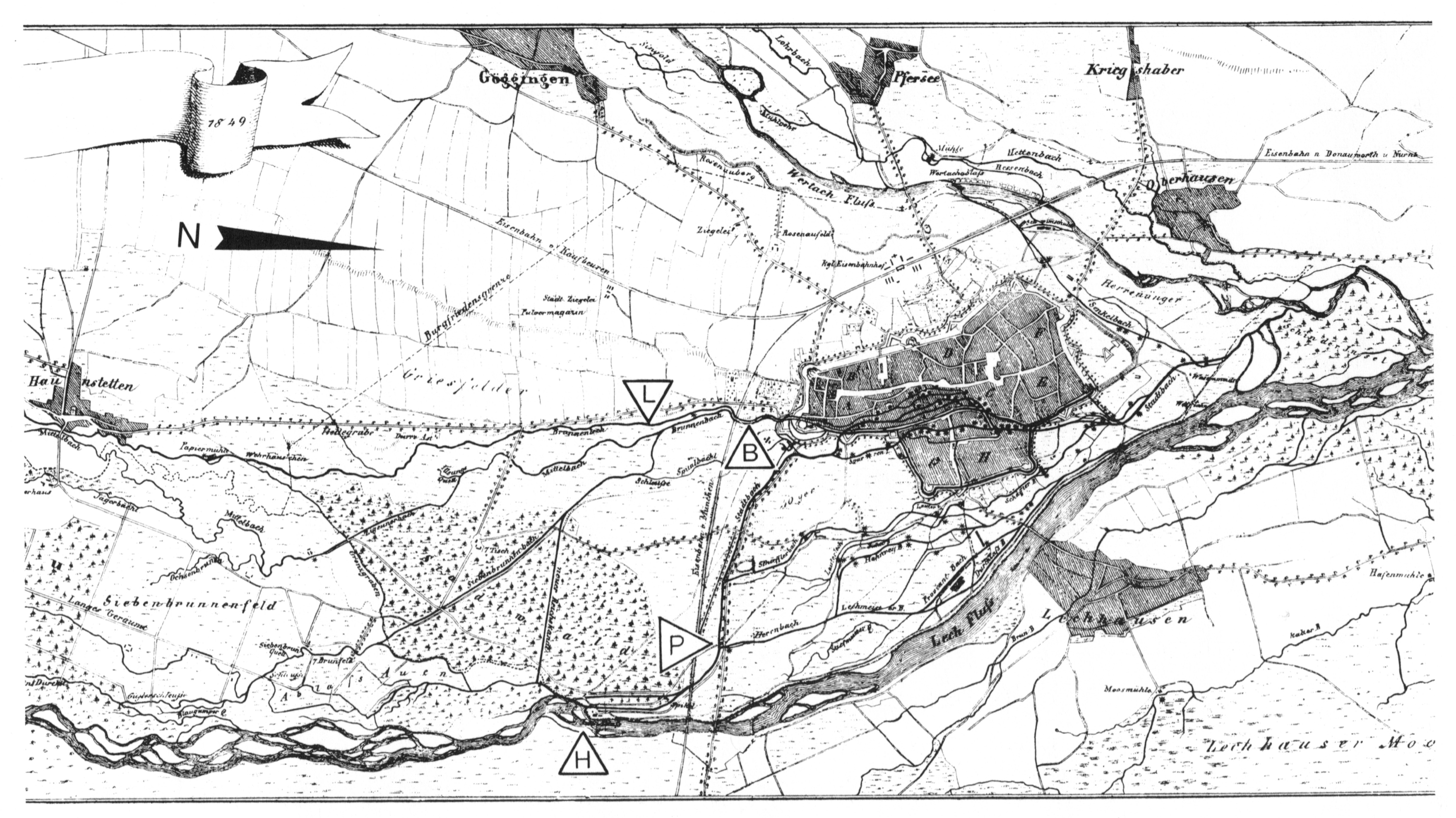
Auf dieser hydrographischen Karte aus dem Jahr 1849 (Westen ist oben; zum Vergrößern bitte mehrmals auf das Bild klicken), ist der Lochbach ab Haunstetten sichtbar und mit Brunnenlech bezeichnet. Der Pfeil mit dem Buchstaben "L" zeigt auf ihn.

Der Lochbach wird an der Lechstaustufe 22 bei Unterbergen ausgeleitet, am sogenannten Lochbachanstich. Zunächst läuft er dicht am Lech und nordwärts parallel durch den Lech-Auwald. Am talwärtigen Ende der folgenden Lechstaustufe 23 (Mandichosee) zweigen der Bayerbach, der Neue Graben nach rechts ab, kurz danach der Alte Floßgraben, die alle in schlängelndem Lauf und über einige Zwischengräben verbunden durch den Auenwald links des Lechs ziehen, während der Lochbach sich weiter von diesem entfernt und meist an der westlichen Waldgrenze oder sogar davor läuft. Er ist insgesamt auf sechs Kilometern Länge Grenze zwischen dem besiedelten Gebiet Augsburgs und dem Auenwaldgebiet.
Im Siebentischwald zweigt der Mühlbach ab, der bei Haunstetten wieder zurückläuft, von welchem der Bach einen Ostzipfel durchquert; der weitere Verlauf wird auch als Mühlbach bezeichnet. Nahe dem Haltepunkt Haunstetter Straße in der Augsburger Innenstadt entwässert der von rechts aus dem Stadtpark Siebentischanlagen kommende Siebenbrunner Bach über das Verbindungsstück Brunnengraben die vorher in den Auenwald abgezweigten Gräben teilweise wieder in den Lochbach.
Der Lochbach passiert in der Innenstadt vor dem Roten Tor die Technische Hochschule Augsburg. An der Schülestraße teilt er sich in den Vorderen Lech und den Wolfsbach auf. Der Vordere Lech, früher auch Liupoldslech genannt, wurde früher gemeinsam mit dem Brunnenbach über das Aquädukt am Roten Tor geleitet und überquert dabei den Stadtgraben. Das Lechwasser des Lochbachs wurde dabei mit einer hölzernen Scheidewand vom rechts hinzufließenden Wasser des Brunnenbachs, welches überwiegend Quellwasser des Lechauwalds ist, getrennt, da dieses bis 1879 zur Trinkwasserversorgung Augsburgs genutzt wurde. Heute mündet der Brunnenbach bereits vor der Hochschule in den Lochbach. Dieser fließt als Vorderer Lech immer noch über das historische Aquädukt in die Altstadt, durch das Lechviertel, und mündet am Perlachberg in den Mittleren Lech.
Der Wolfsbach dagegen stellt eine Querverbindung zum Kaufbach dar, einem Kanal, der von einem zweiten und für Augsburg noch bedeutenderen Lechanstich, dem Hochablass, gespeist wird. Dessen darauf folgender linker Zweig, der Schwalllech, wurde früher ebenfalls über ein Aquädukt beim Schwibbogentor über den Stadtgraben in das Lechviertel der Altstadt hinein geleitet. Dieses Aquädukt ist nicht erhalten. Die Wasserführung ist jedoch heute noch vorhanden, sie verläuft nur unter der Straße. Der Schwalllech teilt sich beim Kloster St. Ursula in zwei Arme auf, den Mittleren und den Hinteren Lech.
Die verschiedenen Lechkanäle vereinigen sich schließlich im Stadtbach und dem parallel dazu verlaufenden Stadtgraben. In Augsburg-Oberhausen münden sie nach Zusammenfluss mit einem weiteren rechten Lechkanal, dem Proviantbach, an der Landspitze der Wolfzahnau wieder in den Lech, weniger als zweihundert Meter vor dem spitzwinkligen Zufluss der Wertach von links.

## Geschichte
Der Lochbach war bereits im Mittelalter ein kanalisierter Nebenarm des Lechs, der das verzweigte Kanalnetz Augsburgs mit Gebrauchswasser versorgte. Er trieb als Vorderer Lech bereits im 11. Jahrhundert vier Stadtmühlen an, darunter die Pfladermühle.
In Haunstetten wurde er seit dem 19. Jahrhundert für die Energieversorgung der dort entstehenden Industrie (unter anderem Martini) genutzt.
Im Mittelalter floss der Lech noch weiter im Westen und verlagerte immer wieder sein Flussbett, in der Summe nach Osten. Im 20. Jahrhundert schuf man sein heutiges begradigtes und mit Staustufen und künstlichen Schwällen beruhigtes festes Flussbett. Durch Kanalbau am Lochbach-Oberlauf und den erwähnten Anstich des Lechs sorgte man dafür, dass der Lochbach weiterhin Wasser bekam.

## Durchfluss
Bei Unterbergen fließen 4,74 m³/s in den Lochbach ein, beim Austritt aus dem Siebentischwald hat er nur noch ungefähr 2 m³/s Durchfluss, weil die abgezweigten Bäche teilweise in einen anderen Lechkanal münden.

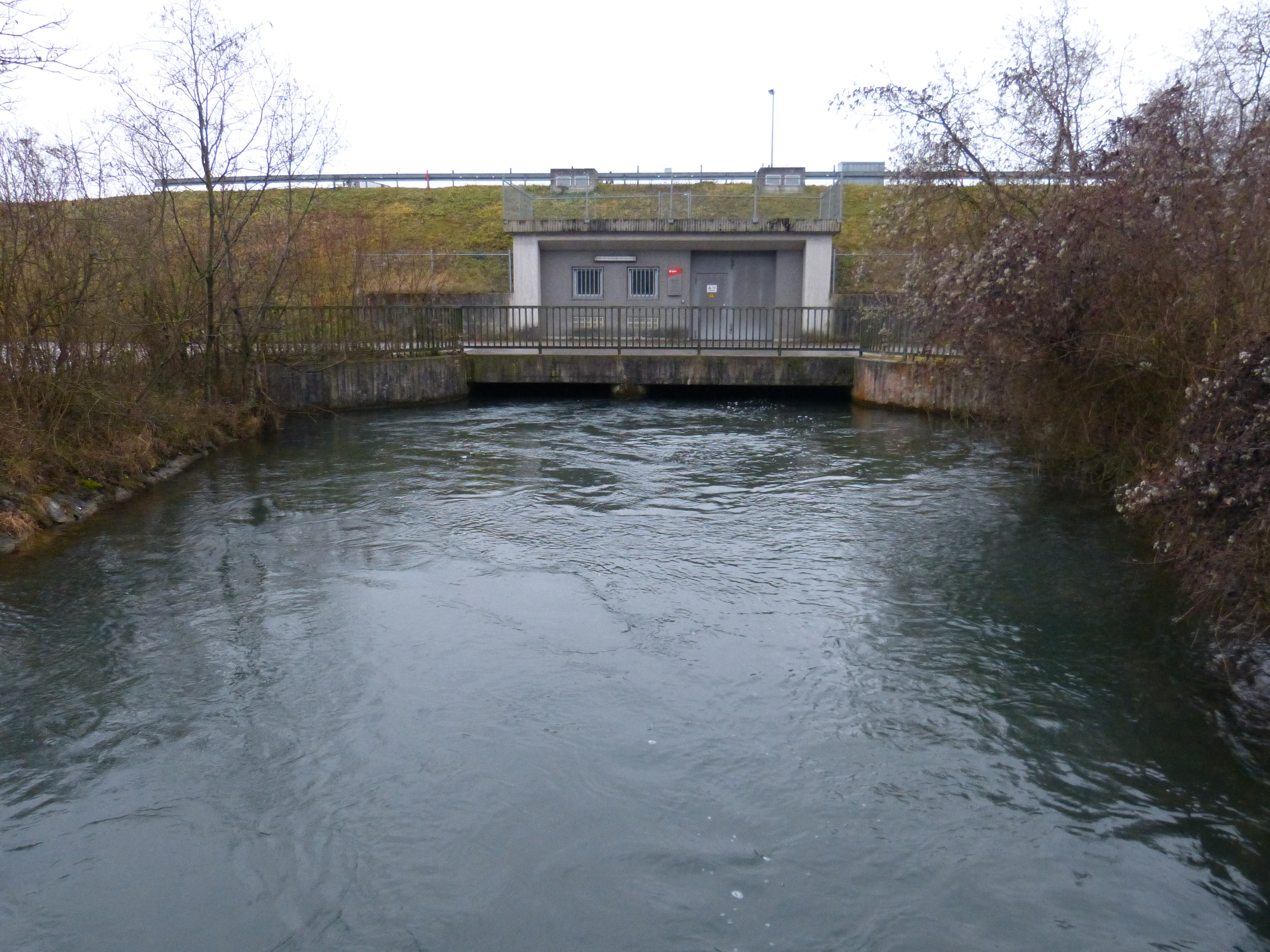
Der Lochbachanstich
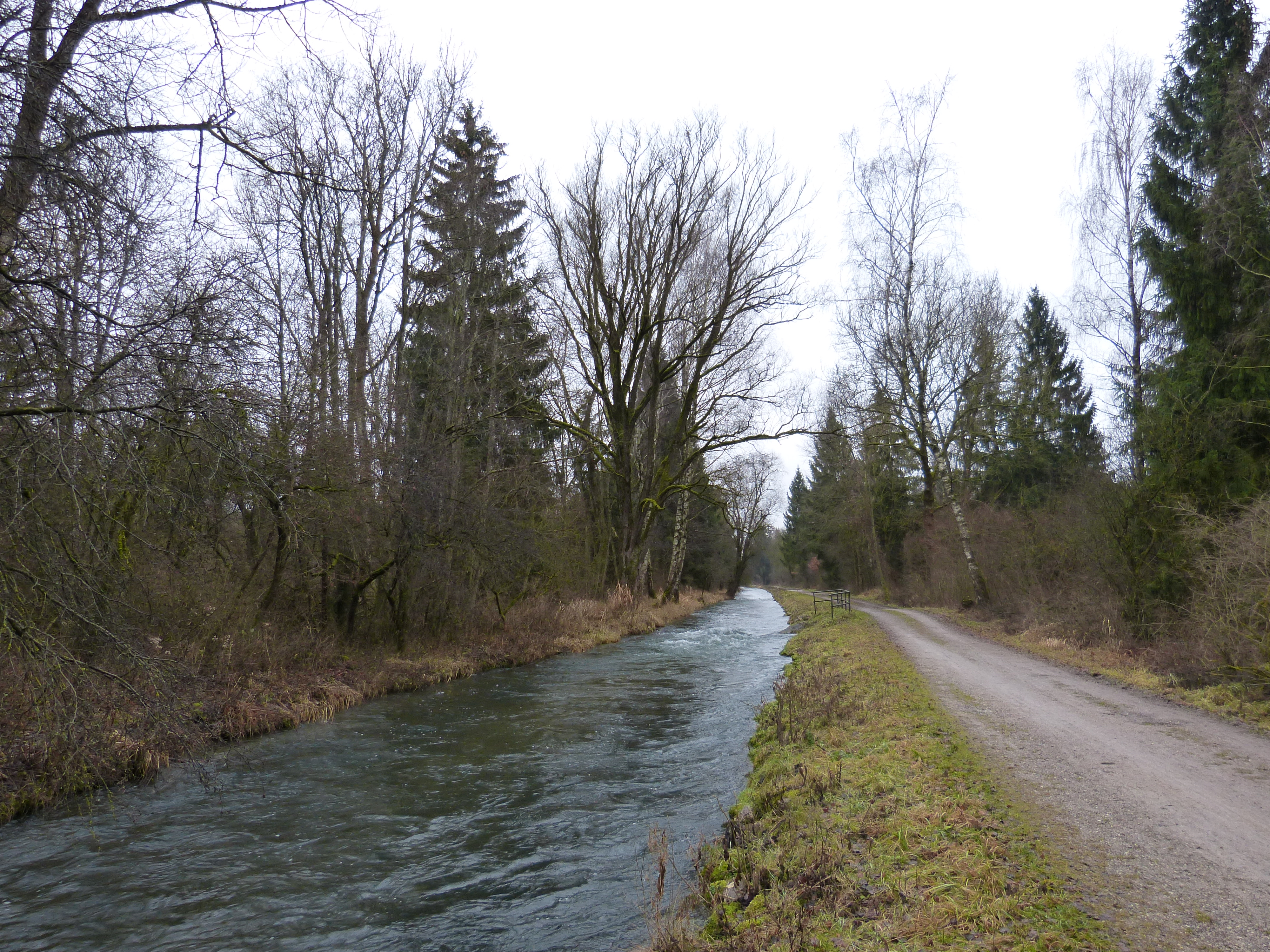
Der Lochbach im Lech-Auwald
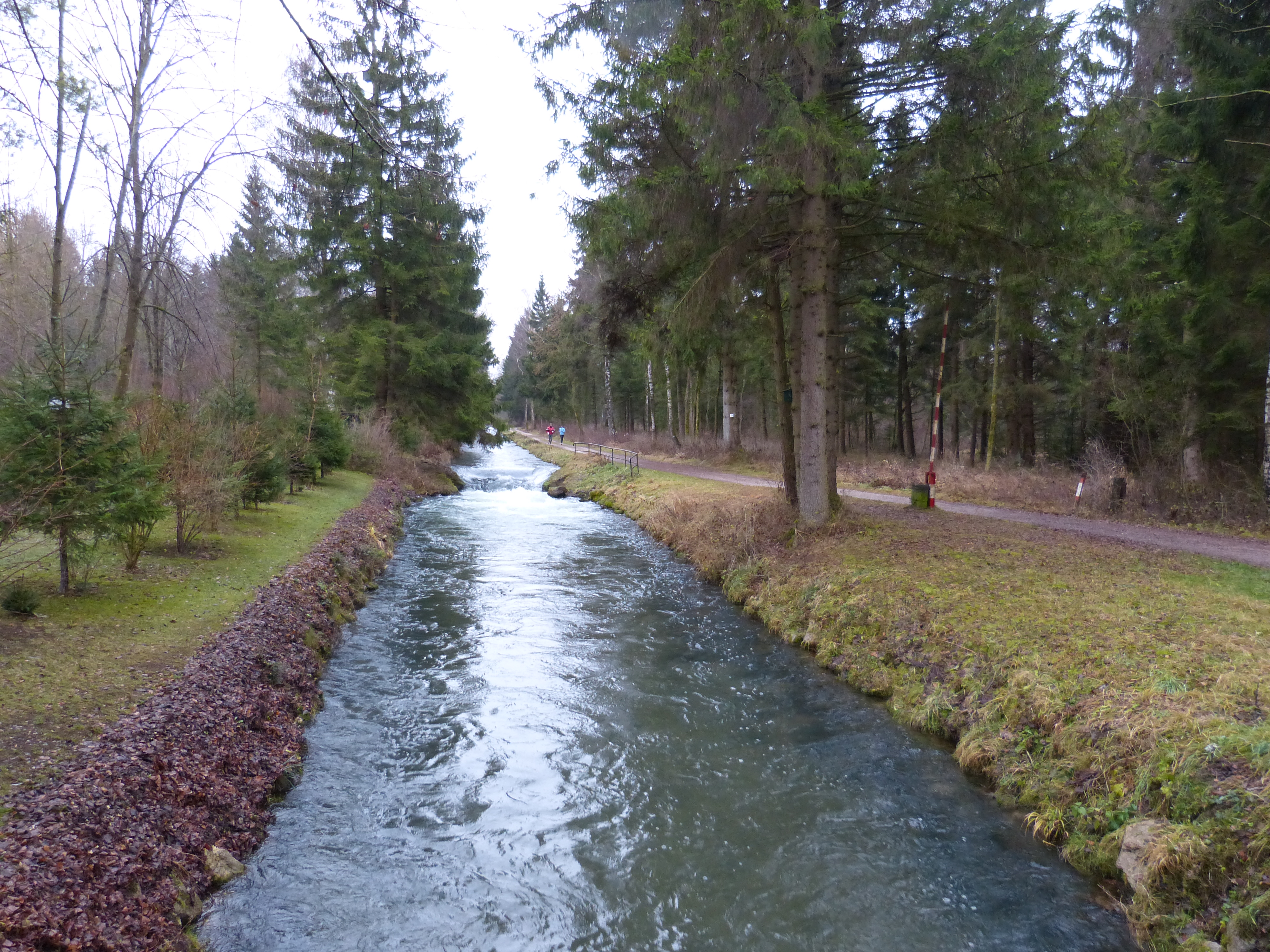
Einer der vielen kleineren und größeren Schwälle des Lochbachs
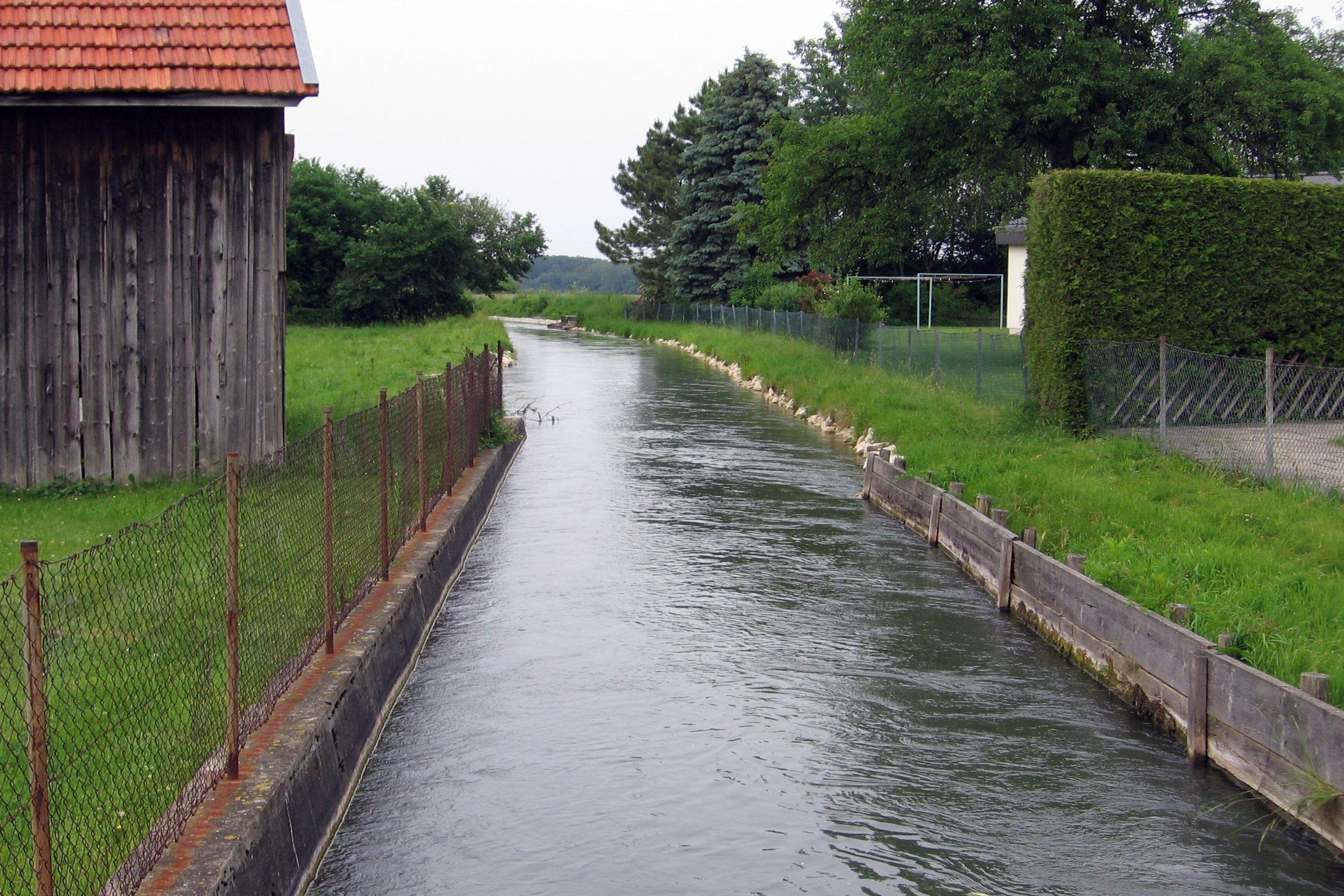
Der Lochbach in Haunstetten
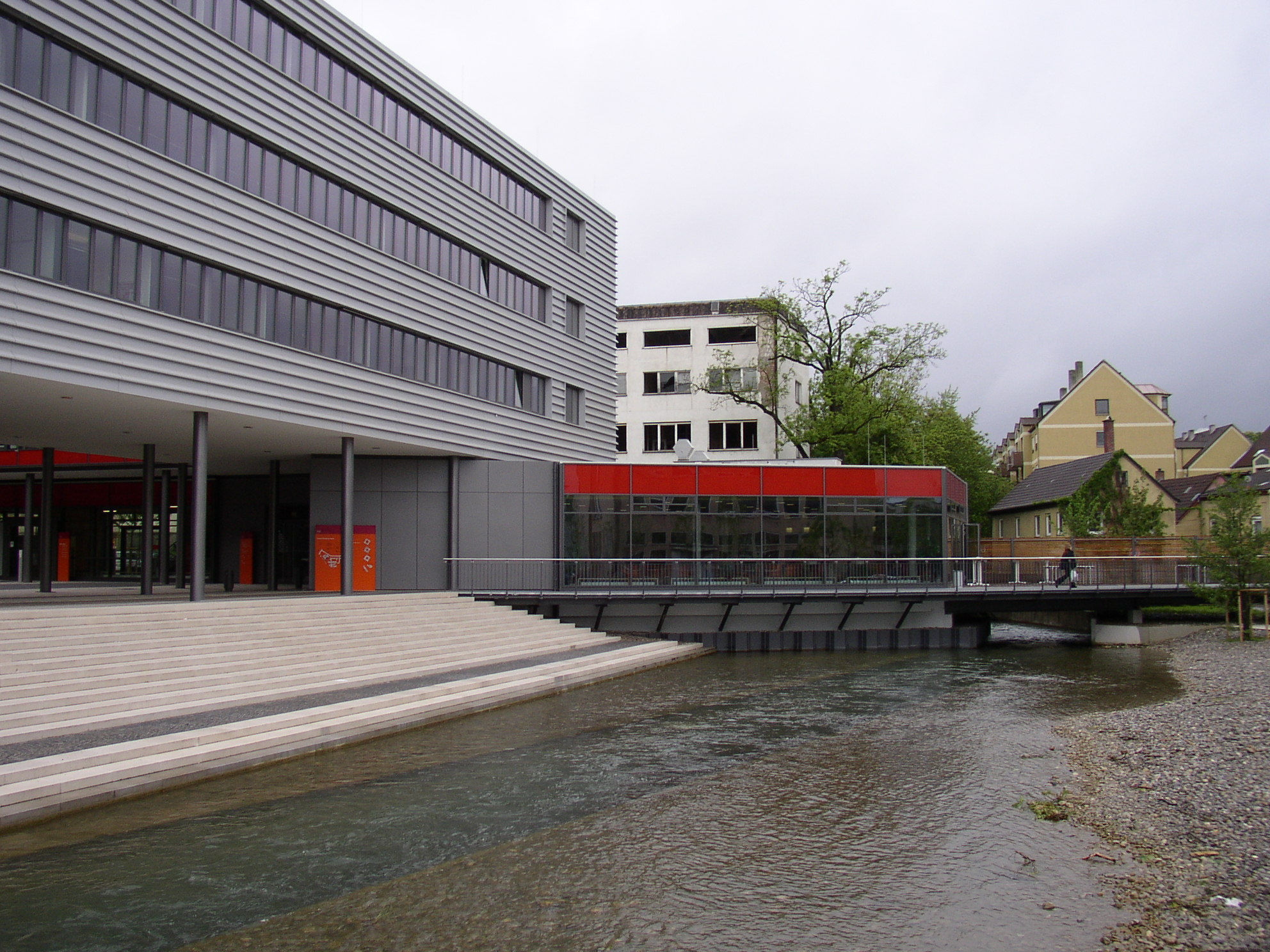
Der Lochbach auf dem Campus der TH Augsburg